# Gåstjärnen (Älvdalens socken, Dalarna, 678228-138010)
Gåstjärnen är en sjö i Älvdalens kommun i Dalarna och ingår i Dalälvens huvudavrinningsområde.